# Chandra X-ray Observatory
Il Chandra X-ray Observatory, indicato comunemente come Chandra, è un telescopio orbitale della NASA per l'osservazione del cielo nei raggi X. Il telescopio è conosciuto anche con il nome AXAF, Advanced X-ray Astrophysics Facility.

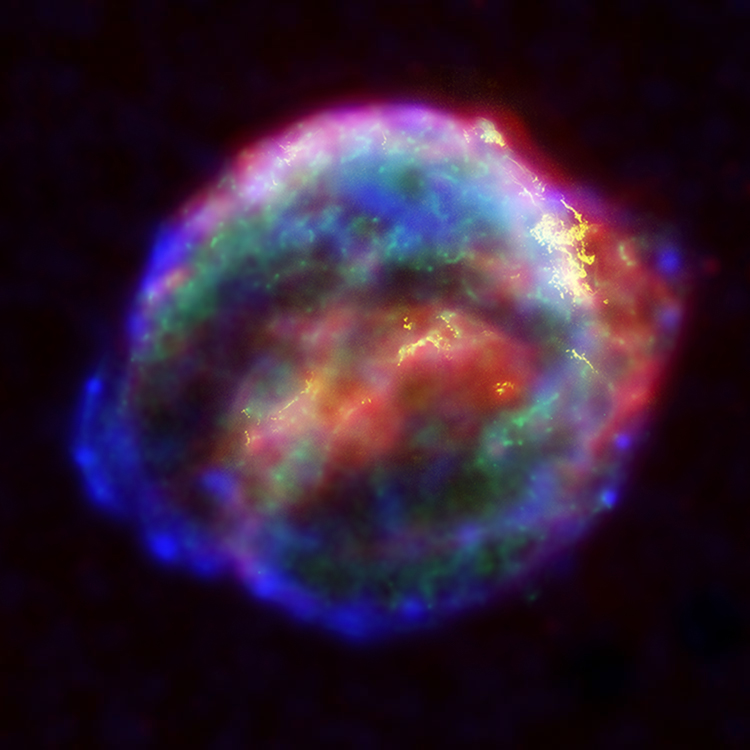
La supernova di Keplero

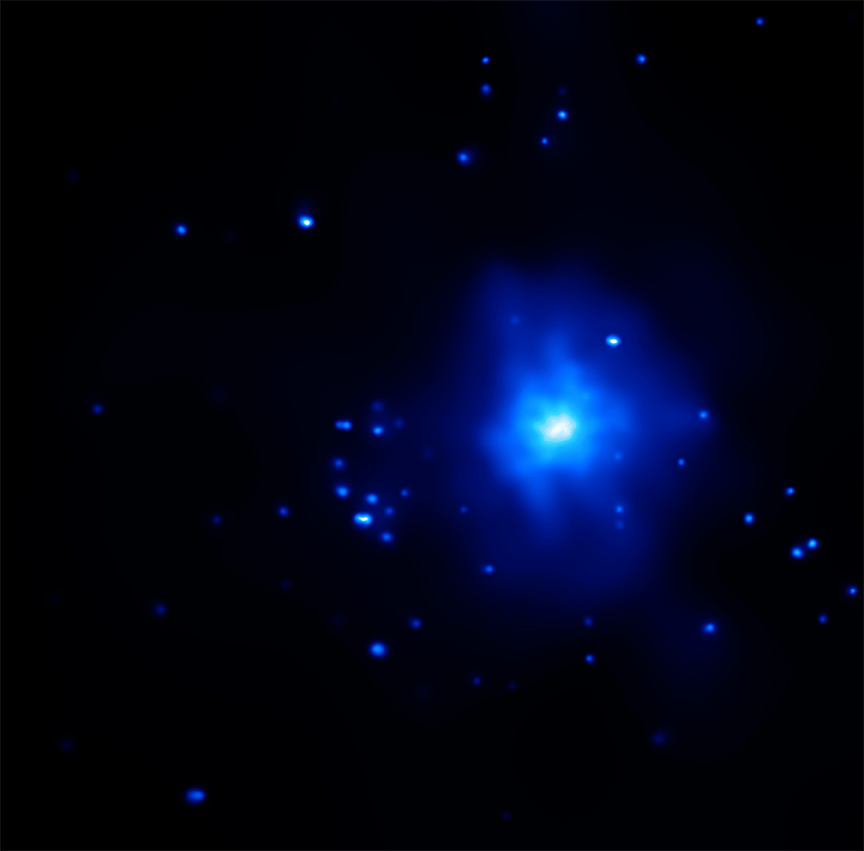
NGC 1399 visto ai raggi X

Portato nello spazio il 23 luglio 1999 a bordo dello Space Shuttle Columbia, fu messo in un'orbita insolita per un telescopio spaziale. Rispetto al telescopio spaziale Hubble, che ha un'orbita bassa, Chandra ha un'orbita ellittica che lo porta, nel punto più lontano, a 138.000 chilometri dalla Terra e nel punto più vicino a 9.600 chilometri.
Il telescopio Chandra prende il nome dal fisico statunitense di origine indiana Subrahmanyan Chandrasekhar (1910-1995).
Grazie al potente telescopio a raggi X, formato da quattro specchi, che fornisce immagini di definizione almeno venticinque volte maggiori dei precedenti telescopi a raggi X, nei primi cinque anni di attività Chandra ha fornito una grossa quantità di dati. Le scoperte fatte grazie alle osservazioni di questo potente telescopio riguardano una maggiore comprensione delle supernovae, dei buchi neri, degli ammassi stellari e delle galassie.

## Ricerca e risultati scientifici rilevanti
Nel 2006 Chandra ha evidenziato le prime prove dirette dell'esistenza della materia oscura. Il satellite ha individuato anche l'eco prodotto dal buco nero al centro della Via Lattea. Quando del gas cade in un buco nero genera delle forti emissioni di raggi X. Le radiazioni originarie hanno raggiunto la Terra cinquanta anni fa, ma una parte delle radiazioni sono state riflesse nello spazio e hanno preso un percorso più lungo arrivando sulla Terra cinquanta anni dopo e sono state rilevate dal satellite.
Inoltre Chandra ha evidenziato la presenza del buco nero più giovane mai osservato, SN 1979C, che ha un'età solamente di trenta anni.
Nel gennaio del 2017 è stata pubblicata una ricerca effettuata nel campo profondo dei raggi X o Chandra Deep Field-Sud, o CDF-S. La ricerca ha evidenziato la più alta concentrazione di buchi neri supermassicci mai osservata, circa cinquemila, in una piccola porzione di cielo.
Con il Chandra Deep Field (campo profondo di Chandra) è stato osservata un evento transitorio ad altissima energia. Si ipotizza che il fenomeno, chiamato CDF-S XT1, possa essere stato generato dalla fusione di una stella di neutroni, una stella massiccia collassante in un buco nero o una nana bianca consumata da un buco nero intermedio.
Nel 2019, grazie ai dati raccolti dallo strumento HETGS (High Energy Transmission Grating), è stata individuata e caratterizzata una potentissima esplosione nell’atmosfera della stella attiva Hr 9024, evidenziata da un intenso lampo di raggi X seguito dall’espulsione di una gigantesca bolla di plasma, una Cme (Coronal Mass Ejection, o espulsione di massa coronale). La massa espulsa sarebbe stata diecimila volte maggiore delle Cme più massive prodotte dal Sole.